# Bourse de Commerce
De Bourse de Commerce is een 18e-eeuws Frans bouwwerk en monument historique in het centrum van Parijs.
Het cirkelvormig gebouw met koepel is gelegen aan de Rue de Viarmes, in de wijk Quartier des Halles van het 1e arrondissement. Het is ook de naam van de instelling, een goederenbeurs die tot 1885 werd gehuisvest in het Palais Brongniart, het hoofdgebouw van de Bourse de Paris, alvorens ruim een eeuw, tot 1998, in dit gebouw actief actief te zijn.
Het bouwwerk, omgeven door een parkje ligt zo'n tweehonderdvijftig meter ten westen van het winkelcentrum Forum des Halles met het onderliggend multimodaal verkeersknooppunt met metrostation en RER-knooppunt. Het Louvre ligt zo'n vierhonderd meter naar het zuidwesten.
Het gebouw sloot voor renovatie en heropende op 22 mei 2021 als museum, waarin een deel van de kunstcollectie van de Franse miljardair François Pinault is tentoongesteld. Een ander deel van deze door de Fondation Pinault beheerde kunstcollectie wordt sinds april 2006 tentoongesteld in het Palazzo Grassi in Venetië.

## Geschiedenis
De site was de historische locatie van een in het begin van de 13e eeuw gebouwd stadskasteel. Deze stadsresidentie werd gebouwd voor en gebruikt door Jean II de Nesles. Zelf kinderloos zocht deze een overnemer en verkocht hij het in 1232 aan koning Lodewijk IX die er zijn moeder de voormalige koningin Blanca van Castilië in huisvestte. Verdere eigenaars waren koning Filips IV, Karel van Valois, koning Filips VI, Jan van Luxemburg, diens dochter Bonne van Luxemburg, koning Karel V, Amadeus VI van Savoye, Lodewijk I van Anjou, koning Karel VI en Lodewijk I van Orléans.
Van 1498 tot 1572 zou het bouwwerk nog dienen als klooster voor de aldaar gestichte augustinessenorde van de Augustines de l'Ordre de la Pénitence de la Madeleine. In 1572 was het koningin Catharina de' Medici die dat jaar haar huisvesting in het voormalige Tuilerieënpaleis opgaf en op de locatie van de voornoemde stadsresidentie een eigen nieuw kasteel liet bouwen, het Hôtel de la Reine. De kloosterorde werd verwezen naar het enkele honderden meters noordoostelijker gelegen voormalige Abbaye Saint-Magloire de Paris. Voor het Hôtel de la Reine werd in 1574 een erezuil opgericht, de Colonne Médicis, die ook heden nog vlak voor de Bourse de Commerce verrijst. Ook dit stadspaleis kende doorheen de tijd vervolgens meerdere eigenaars waaronder Karel van Bourbon-Soissons die verantwoordelijk werd voor de naamswijziging tot Hôtel de Soissons. In erfopvolging was het nog eigendom van Maria van Bourbon-Soissons, Emanuel Filibert van Savoye-Carignano en Victor Amadeus I van Savoye-Carignano. Het Hôtel de Soissons werd afgebroken in 1748, enkel de erezuil bleef staan.

### Bouw
Tot de bouw van een tarwehal, toegankelijk vanaf de oevers van de Seine, werd in 1763 besloten. Het bouwwerk werd ontworpen door de architect Nicolas Le Camus de Mézières met cirkelvormig grondplan. Het gebouw met een doormeter van 122 meter bestond uit twee niveaus van concentrische galerijen rond een ronde binnenplaats, aan de buitenzijde afgewerkt met vierentwintig gewelven gedragen door evenveel Toscaanse zuilen, overdekt met een enorme gewelfde zolder.
De galerijen bevatte verkoopruimtes van de verschillende handelaars, en ruimtes voor respectievelijk politie, gewichtscontrole en metingen en statistieken. Op de eerste verdieping waren grote zolders overkoepeld door bakstenen gewelven en toegankelijk door twee prachtige wenteltrappen, waarvan er een was dubbele helix, zoals in Chambord, die het mogelijk maakte dat administratief personeel en handelaars mekaar niet kruisten.
Het nieuwe gebouw werd zeer bewonderd. Het illustreerde voor de tijd nieuwe opvattingen die toen geïntroduceerd werden: het concept van een openbare nutsvoorziening, geïsoleerd en onbelemmerd gebouwd zonder aansluitend ander stedelijk weefsel (wat in dit geval ook het extra voordeel had om het risico op brand te verminderen) en met de optimalisatie van vorm en functie. Soberheid, transparantie en volumespel deden denken aan gotische architectuur, die in die periode aan een revival bezig was. De Franse kunsthistoricus Michel Gallet reflecteerde dat het bouwwerk werd "verwelkomd als symbool van vaderlijke overheid en vooruitziende blik, als bewijs van gemeentelijke ijver voor het openbare goed. De activiteit waarvan het theater de mensen leerde dat overvloed de beloning van werk is." De binnenplaats werd in 1782 voor de eerste maal overkoepeld. Zowel in 1802 als in 1854 woedde er brand.

### Beurs
In het gebouw werd tarwehandel gevoerd van 1767 tot 1873, en het werd nadien in 1889 heringericht om de goederenhandel van de Beurs van Parijs te huisvesten. Het bouwwerk eigendom van de stad Parijs werd in 1949 voor een symbolische Franse frank overgedragen aan de plaatselijke Kamer van Koophandel. De beursverkoop van goederen stopte in 1998. Toen ParisBourse in 2000 opging in Euronext verviel het gebruik van zowel het hoofdgebouw van de beurs, Palais Brongniart, als van dit gebouw gegeven dat de elektronische handel had overgenomen.

### Museum
In 2016 kreeg het bouwwerk een nieuwe bestemming waarbij het stadsbestuur van Parijs en François Pinault de aankondiging lanceerden van een toekomstig nieuw kunstmuseum. François Pinault, Frans miljardair, mecenas en eigenaar van onder meer de luxeproductengroep Kering, veilinghuis Christie's en wijndomein Château Latour ging er kunstwerken van de Fondation Pinault tentoonstellen. De architecten Tadao Ando, Pierre-Antoine Gatier, Lucie Niney en Thibault Marca werden belast met de verbouwings- en restauratiwerken. Een kale betonnen cirkel van negen meter hoog en een diameter van 30 meter werd in de koepelzaal geplaatst. Het museum opende op 22 mei 2021.

## Afbeeldingen

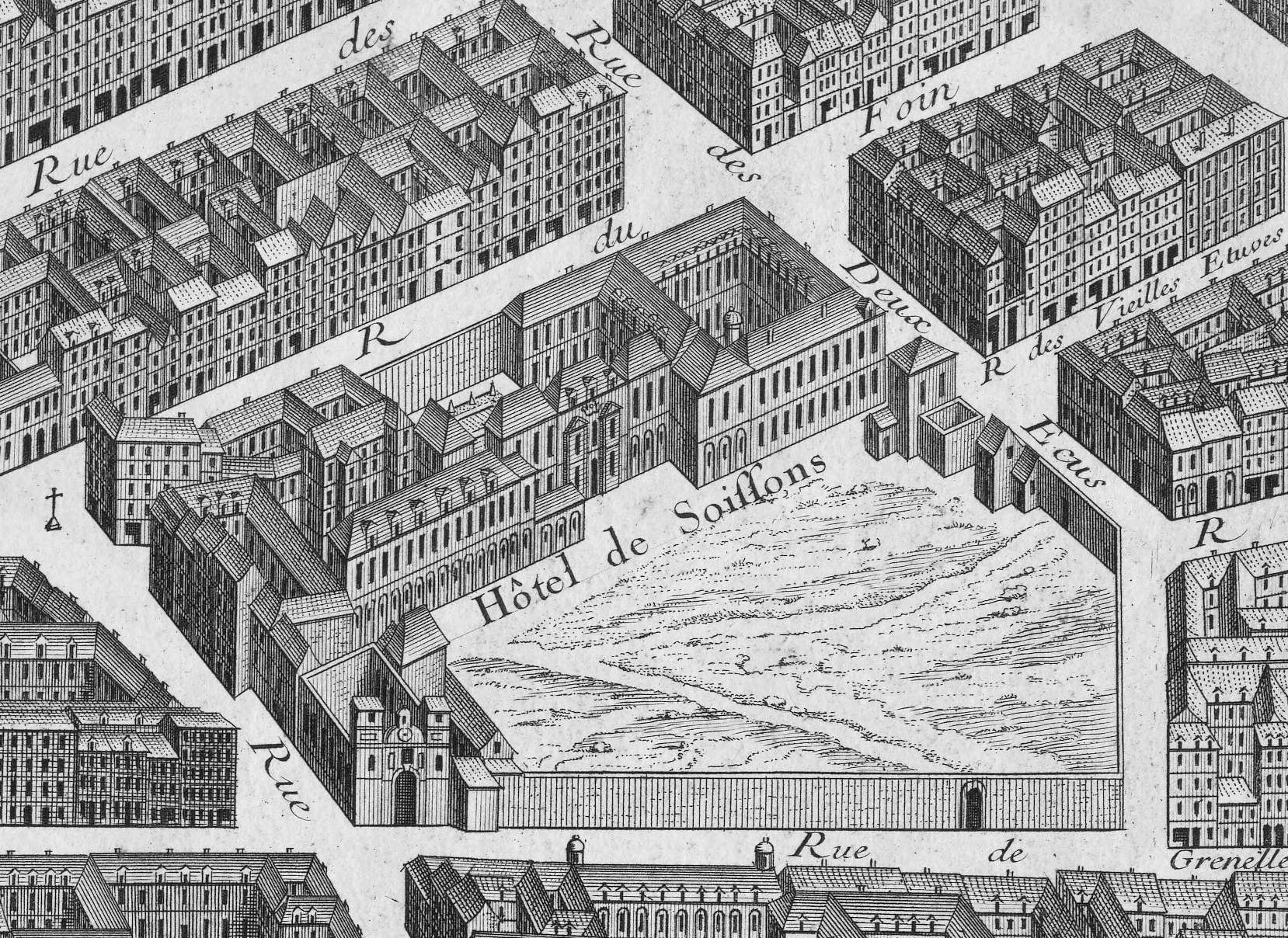
Plan van het Hôtel de Soissons uit 1734
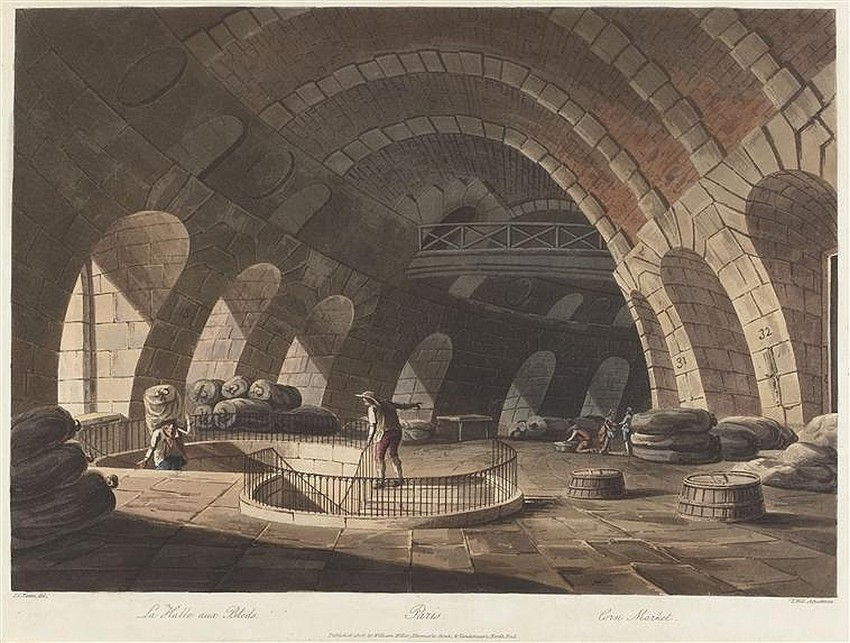
Zolders voor graanopslag met toegang via dubbele wenteltrap
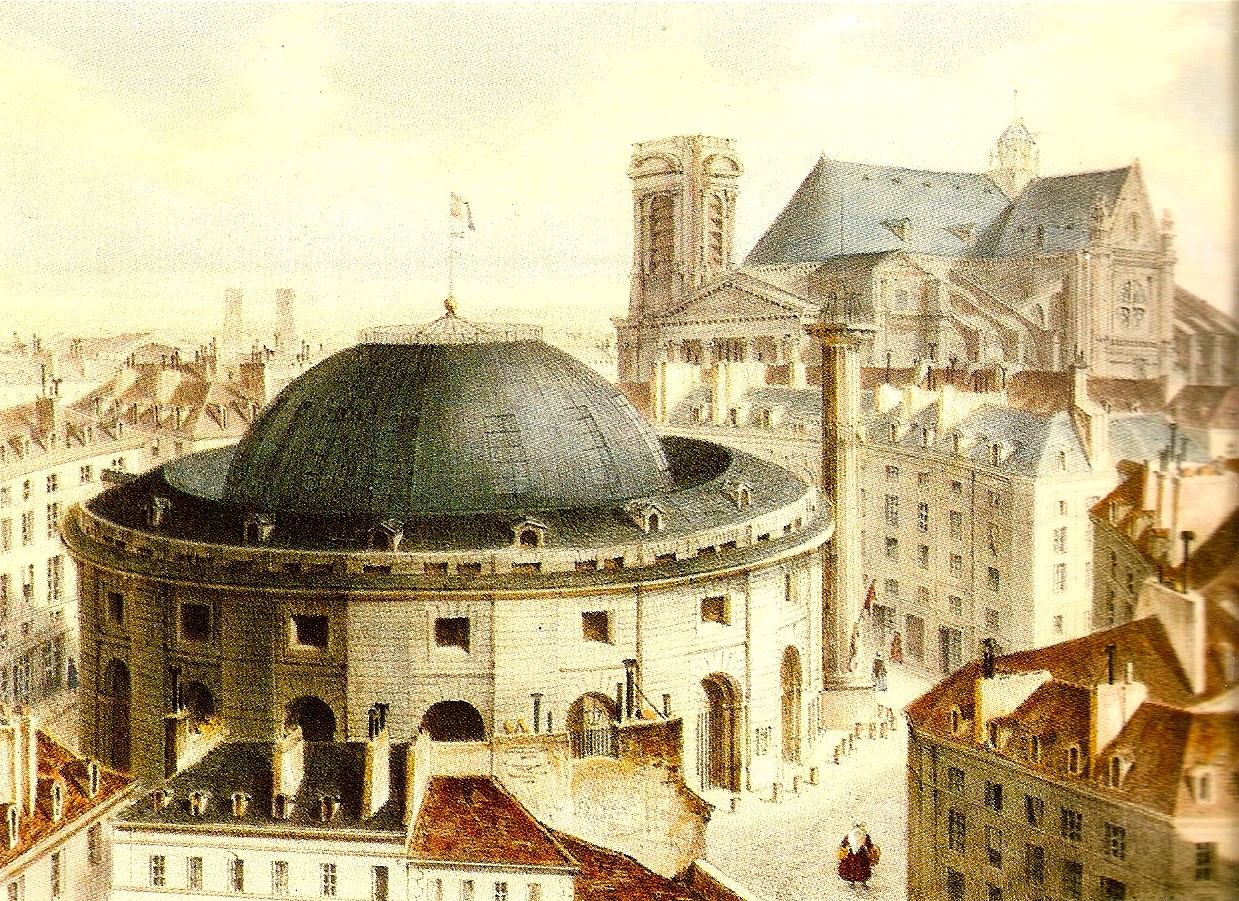
Beurs voor graanhandel in 1838
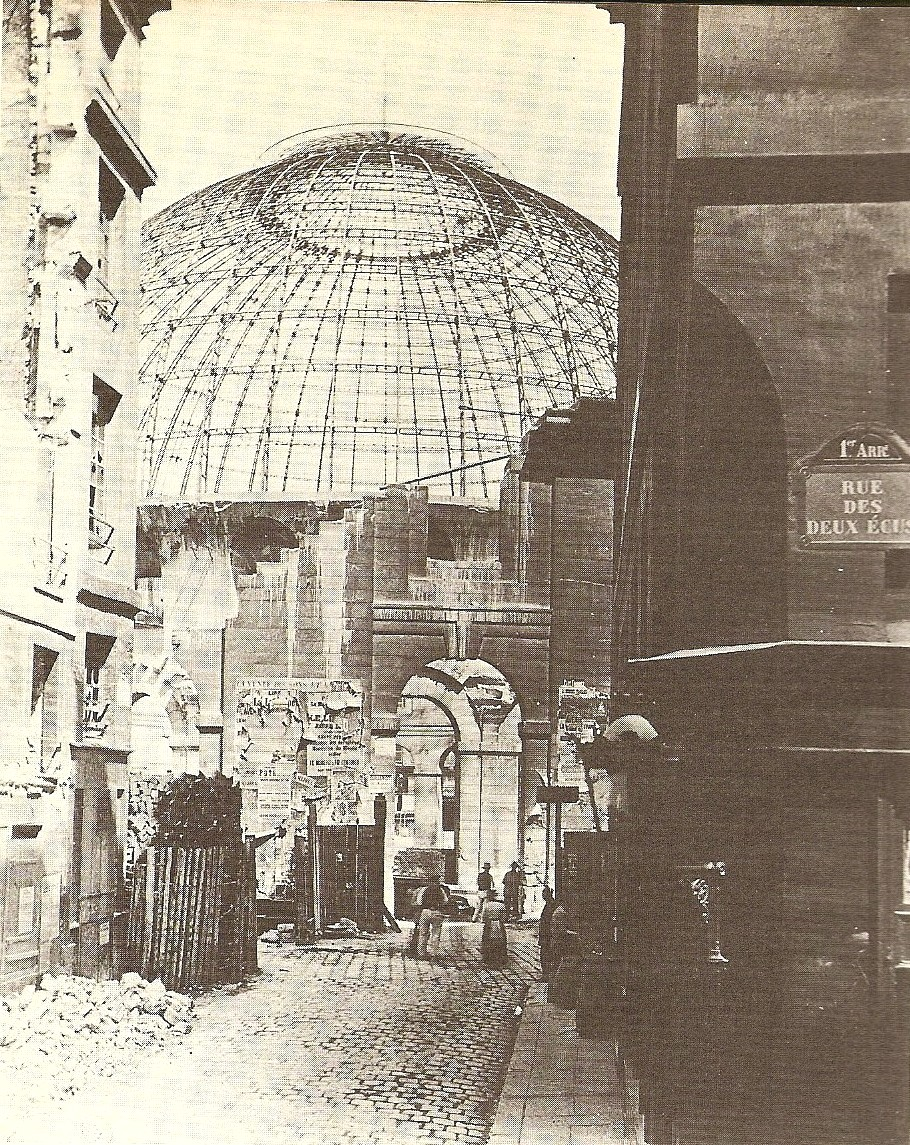
De tarwebeurs met graanhandel in 1887
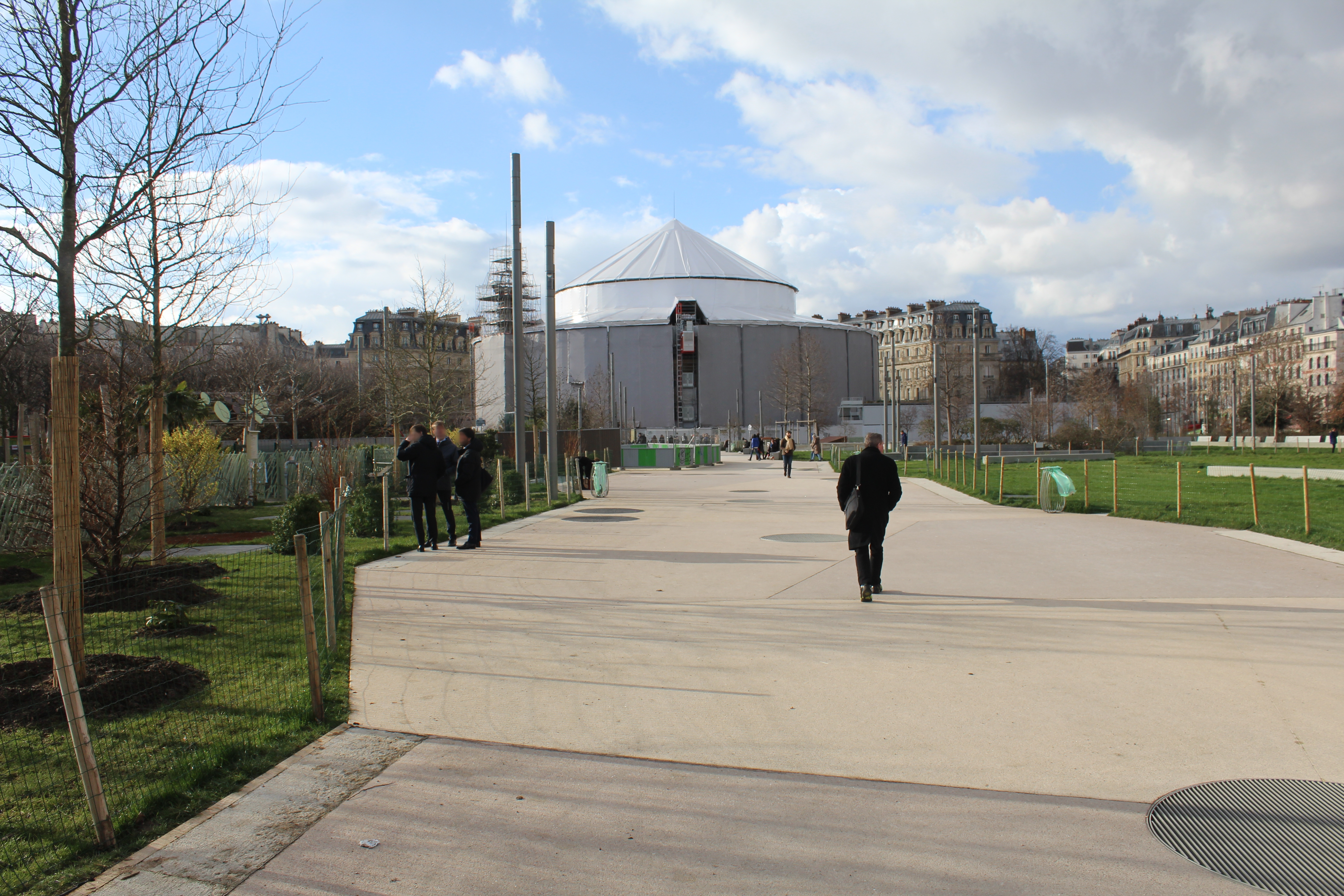
Bourse de Commerce in renovatie (2018)
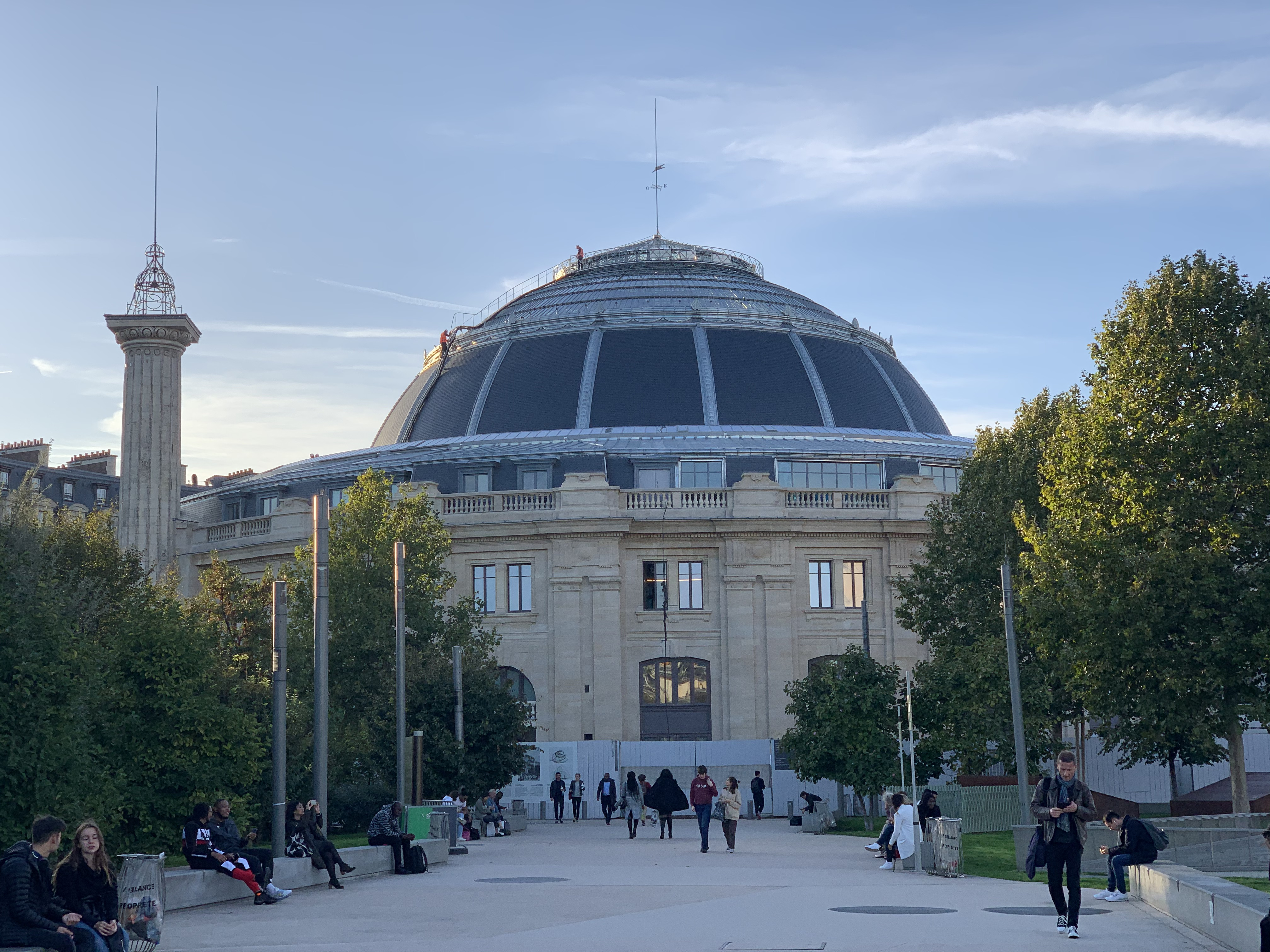
Gerenoveerd bouwwerk (oktober 2019)
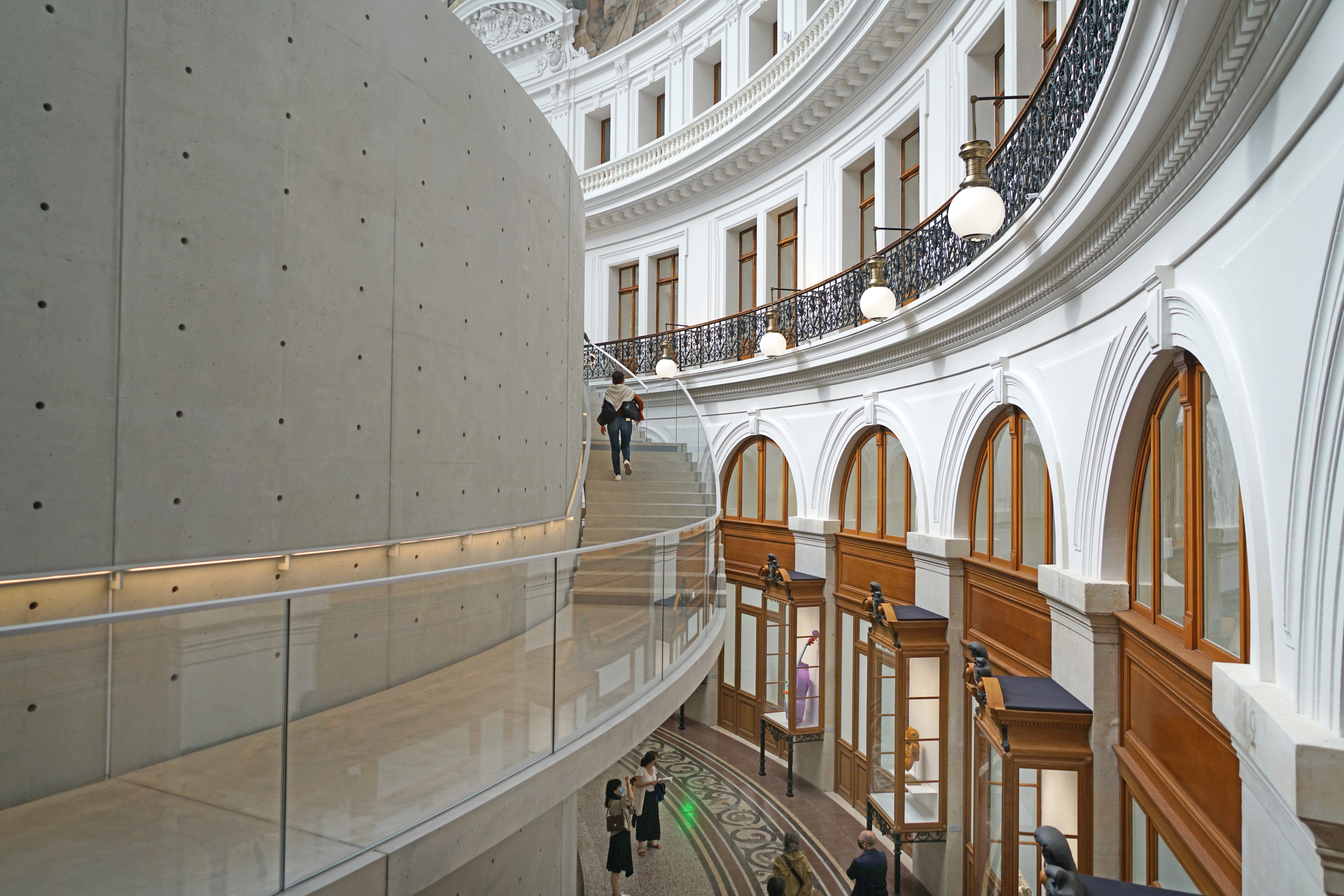
Betonnen cirkel van Tadao Ando (2021)

- Bibliothèque nationale de France: cb15002663w (data)
- International Standard Name Identifier: 0000 0000 9160 2656
- Library of Congress Control Number: n88668295
- Nationale Bibliotheek van Israël: 987007603835405171
- Virtual International Authority File: 134068314